# Деодаполис
Деодаполис (порт. Deodápolis) — муниципалитет в Бразилии, входит в штат Мату-Гросу-ду-Сул. Составная часть мезорегиона Юго-запад штата Мату-Гроссу-ду-Сул. Входит в экономико-статистический микрорегион Игуатеми. Население составляет 9 603 человека на 2006 год. Занимает площадь 828,450 км². Плотность населения — 11,6 чел./км².
Праздник города — 13 мая.

## История
Город основан 13 мая 1976 года. 

## Статистика
- Валовой внутренний продукт на 2003 год составляет 67 163 207,00 реалов (данные: Бразильский институт географии и статистики).
- Валовой внутренний продукт на душу населения на 2003 год составляет 6 455,52 реалов (данные: Бразильский институт географии и статистики).
- Индекс развития человеческого потенциала на 2000 год составляет 0,739 (данные: Программа развития ООН).